# Nika Katscharawa
Nikalos „Nika“ Katscharawa (georgisch ნიკოლოზ „ნიკა“ კაჭარავა, * 13. Januar 1994 in Nikosia) ist ein georgischer Fußballspieler, der aktuell bei den Jeonnam Dragons in Südkorea unter Vertrag steht.

## Karriere

### Verein
Katscharawa begann seine Karriere bei Dinamo Tiflis. 2013 wechselte er nach Russland zu Rubin Kasan, wo er im Dezember 2013 erstmals im Profikader stand. Im Januar 2014 wechselte er zurück nach Georgien zum FC Spartaki Zchinwali. Mit Zchinwali konnte er sich 2015 für die Europa-League-Qualifikation qualifizieren, scheiterte jedoch in der 1. Runde am FC Botoșani. Im Januar 2016 kehrte er nach Russland zurück, diesmal ging er zum FK Rostow. 2018 wechselte er zum Anorthosis Famagusta und war von 2020 bis 2021 Leihspieler beim polnischen Erstligisten Lech Posen. Anfang 2022 wechselte er zu den Jeonnam Dragons.

### Nationalmannschaft
Im Oktober 2012 spielte Katscharawa erstmals für das U-19-Nationalteam. Mit Georgien konnte er sich für die U-19-EM 2013 qualifizieren, schied jedoch in der Gruppenphase aus. Im August 2013 debütierte er im U-21-Nationalteam. In der A-Nationalmannschaft debütierte er am 29. März 2016 gegen Kasachstan.

## Persönliches
Sein Vater ist der Fußballtrainer Kachaber Katscharawa und seine Mutter die Basketballspielerin Lija Mikadze.